# Carros de foc
|  | Aquest article tracta sobre la pel·lícula; per a la travessa, vegeu l'article Carros de foc (travessa) |

Carros de foc (títol original en anglès Chariots of Fire) és una pel·lícula britànica d'en Hugh Hudson, estrenada el 1981 i doblada al català (un de cinema i un de televisió). L'aclamada banda sonora és de Vangelis.

## Argument
La pel·lícula s'inspira en la història viscuda per dos atletes britànics que competien als Jocs Olímpics d'Estiu de 1924 a París. L'anglès Harold Abrahams (interpretat per Ben Cross), jueu, supera l'antisemitisme i la barrera de classe per poder mesurar-se al que s'anomenava l'escocès volador, Eric Liddell (Ian Charleson) als 100 metres. Liddell, fervent practicant protestant presbiterià, tanmateix es retira, ja que les seves conviccions li prohibeixen córrer un diumenge. Al seu lloc, Liddell és autoritzat a prendre la sortida dels 400 metres un dijous.

## Anàlisi
L'esquema és complex i segueix en paral·lel les experiències d'Abrahams i de Liddell, tot dibuixant el retrat dels seus caràcters i dels seus temperaments de cara a l'adversitat. Hi ha un predomini de temes esportius, però igualment culturals i fins i tot religiosos. Aquests temes van ser abordats sovint a través d'una comparació dels dos herois, que difereixen pels seus valors, estils de vida, creences i comportaments. La música etèria de la pel·lícula i l'acostament entre la voluntat de l'esportista i la fe religiosa donen per moments un gir místic a la pel·lícula. Hi són presents altres temes, com la fervor religiosa, l'antisemitisme, l'elitisme, el compromís.

### Veracitat històrica
Una escena de la pel·lícula relata una carrera durant la qual els corredors aconsegueixen fer la volta al Gran Tribunal del Trinity College de Cambridge abans que soni la dotzena campanada del migdia. En realitat, aquesta escena va ser filmada a Eton College.
És admès que només les persones que han completat realment la volta del Gran Tribunal en aquest lapse de temps són Lord Burghley el 1927, Sebastian Coe quan va batre Steve Cram en una competició de caritat l'octubre de 1988, Steve Cram i Sam Dobin el 2007.
El guió s'agafa igualment una gran llibertat amb el rebuig a Eric Liddell de córrer el 100 metres. A la pel·lícula, Liddell s'assabenta que la carrera tindrà lloc un diumenge mentre que es prepara per embarcar al vaixell que ha de portar l'equip olímpic britànic a París. En realitat, el calendari va ser publicat diversos mesos abans de l'esdeveniment i Liddell va consagrar els mesos que van seguir a entrenar-se per al 400 metres, disciplina en la qual sempre havia destacat.
Abrahams era un outsider quan va guanyar el 100 metres, batent així tots els favorits americans, entre els quals Jackson Scholz i Charlie Paddock. Va arribar a final del 200 metres però va acabar sisè i últim. Va guanyar una segona medalla, d'argent aquesta vegada, obrint el relleu 4 x 100 metres.
Arthur Porritt, medallista de bronze del 100 metres per Nova Zelanda, no va desitjar que el seu nom aparegués a la pantalla. És un personatge fictici, Tom Watson, que pren la seva plaça.
La verdadera esposa d'Abrahams es diu Sybill Evers i era efectivament cantant, Sybill Gordon és el nom d'una altra cantant amb qui Abrahams mai no es va casar.

## Repartiment
| Personatge             | Intèrpret          | Veu en català (cinemes) | Veu en català (TV3) |
| ---------------------- | ------------------ | ----------------------- | ------------------- |
| Harold Abrahams        | Ben Cross          | Jesús Ferrer            | Òscar Barberán      |
| Eric Liddell           | Ian Charleson      | Pep Torrents            | Oriol Rafel         |
| Aubrey Montague        | Nicholas Farrell   | Joan Pera               | ???                 |
| Lord Andrew Lindsey    | Nigel Havers       | ???                     | Joan Pera           |
| Jennie Liddell         | Cheryl Campbell    | Pilar Rubiella          | ???                 |
| Sybil Gordon           | Alice Krige        | ???                     | ???                 |
| Sam Musabini           | Ian Holm           | Josep Maria Angelat     | ???                 |
| Lord Birkenhead        | Nigel Davenport    | Isidre Sola             | ???                 |
| Rector de 'Trinity'    | John Gielgud       | Josep Maria Alarcón     | ???                 |
| Charlie Paddock        | Dennis Christopher | ???                     | ???                 |
| Rector de 'Caius'      | Lindsay Anderson   | Joan Borràs             | ???                 |
| Príncep de Gal·les     | David Yelland      | Jordi Dauder            | ???                 |
| Duc de Sutherland      | Peter Egan         | Manuel Lázaro           | ???                 |
| Sandy McGrath          | Struan Rodger      | Miquel Cors             | ???                 |
| Lord Cadogan           | Patrick Magee      | Francesc Figuerola      | ???                 |
| Jackson Scholz         | Brad Davis         | Alberto Trifol          | ???                 |
| Rogers                 | Richard Griffiths  | Antonio Crespo          | ???                 |
| Reverend. J.D. Liddell | John Young         | Vicenç Manel Domènech   | ???                 |
| Sra. Liddell           | Yvonne Gilan       | Marta Martorell         | ???                 |
| Assistent              | Jack Smethurst     | Ramon Puig              | ???                 |
| Entrenador Americà     | Philip O'Brien     | Josep Maria Ullod       | ???                 |

| Direcció  | Joan Borràs   |
| Traducció | Susanna Fosch |

## Premis i nominacions

### Premis
- 1981. Premi al millor actor secundari del Festival de Canes per Ian Holm
- 1982. Oscar a la millor pel·lícula per David Puttman[14]
- 1982. Oscar al millor guió original per Colin Welland[14]
- 1982. Oscar a la millor banda sonora per Vangelis[14]
- 1982. Oscar al millor vestuari per Milena Canonero[14]
- 1982. Globus d'Or a la millor pel·lícula estrangera
- 1982. BAFTA a la millor pel·lícula
- 1982. BAFTA al millor actor secundari per Ian Holm
- 1982. BAFTA al millor vestuari per Milena Canonero
- 1983. Grammy a la millor actuació instrumental pop per Ernie Watts amb "Theme (Dance Version)"

### Nominacions
- 1981. Palma d'Or
- 1982. Oscar al millor director per Hugh Hudson[14]
- 1982. Oscar al millor actor secundari per Ian Holm[14]
- 1982. Oscar al millor muntatge per Terry Rawlings[14]
- 1982. BAFTA al millor director per Hugh Hudson
- 1982. BAFTA al millor actor secundari per Nigel Havers
- 1982. BAFTA al millor guió per Colin Welland
- 1982. BAFTA a la millor música per Vangelis
- 1982. BAFTA a la millor fotografia per David Watkin
- 1982. BAFTA al millor muntatge per Terry Rawlings
- 1982. BAFTA a la millor direcció artística per Roger Hall
- 1982. BAFTA al millor so per Clive Winter, Bill Rowe i Jim Shields

## Al voltant de la pel·lícula
El títol s'inspira en un poema de William Blake, And Did Those feet in Ancient Time, musicat per Charles Hubert Hastings Parry el 1916 en el seu himne Jerusalem, i esdevinguda una cançó extremadament llegendària en la cultura anglesa, verdader himne patriòtic molt utilitzat durant les guerres passades, fins al punt que el Primer Ministre Atlee va declarar irònicament el 1945 que els anglesos anaven a construir una nova Jerusalem a Anglaterra. El poema conté múltiples referències a Anglaterra de l'època, les universitats conegudes, Napoleó, la Revolució industrial, i, és clar, el profeta Elies al passatge on el terme «carro de foc» és utilitzat. El poema ha experimentat de fet una enorme instrumentalització a Anglaterra a conseqüència de la versió musical de 1916, tant i tan bé que molts creuen que el títol del poema és Jerusalem, i que alguns diuen que és el tros anglès més conegut després de l'himne nacional. El poema serveix també prefaci a l'obra de Blake: Milton, a Poem aparegut el 1804:
Bring me my bow of burning gold!
Bring me my arrows of desire!
Bring me my spear! O clouds, unfold!
Bring me my chariot of fire!
(Porteu-me el meu arc d'or incandescent / Porteu-me les meves fletxes de desig / Porteu-me la meva llança! Oh núvols, esquinceu / Porteu el meu carro de foc)